# 星のカービィ 虹の島々を救え!の巻
『星のカービィ 虹の島々を救え!の巻』は、2019年7月15日に発売された、高瀬美恵による『星のカービィシリーズ』の小説である。姉妹イラストレーターの苅野タウ・ぽとが挿絵イラストを手掛ける。

## 概要
角川つばさ文庫「星のカービィ」シリーズの第14作目で、『星のカービィ2』と同じく虹の島々が舞台。『星のカービィ3』『星のカービィ トリプルデラックス』の要素も取り入れられている。

## あらすじ
ある雨の日のプププランド、カービィのもとにリック、カイン、クーが助けを求めてやって来る。虹の島々では長い間雨が降っておらず、住人たちが苦しんでいるということだった。カービィは3人と共に現地へと向かう。虹の島々にはバカンスを楽しむためにやって来たデデデ大王とワドルディたちも来ていたが、川や湖が干上がってしまった島の惨状を目の当たりにしたことで言葉を失う。デデデ大王は「何者かが意図的にこの状況を作り出している」と断言、部下たちと共にやって来たメタナイトも「同感だ」と頷く。
島を調べていたカービィ達は、背中に羽の生えた少女ピリカが傷を負って倒れているのを発見する。ピリカによれば、虹の島々の異常気象は、雨を降らせる水源となっている「雲の上の湖」の水がせき止められたことが原因で、その原因を作った不気味な生き物と対峙し、止めようとしたところ返り討ちに遭って傷を負ってしまったとのことだった。カービィ、デデデ大王、メタナイト、リック、カイン、クーがピリカを連れて向かうこととなった。
湖へとたどり着いたカービィ達は、ピリカが言っていた生き物の正体を見て驚いた。それは、カービィの友達であるグーイだったのだ。グーイは湖の一部に石を積んで流れをせき止めていたのだった。これが虹の島々に長い間雨が降らないでいた理由だったのである。
カービィはグーイを止めようとするが、グーイは何も言わずカービィ達にも攻撃を仕掛けてくる。そしてピリカにも攻撃を仕掛けてきたため、デデデ大王やメタナイトは怒りを露わにしてグーイに挑んでいった。
しかし、カービィはまだ知らなかった。この異常気象を引き起こした「真の黒幕」の正体に…。

## 主要な登場キャラクター
カービィ
主人公。リック、カイン、クーに頼まれ、虹の島々へとやって来る。本作ではコピー能力を駆使した戦いが登場しない。グーイ同様、湖の水を飲んでも操られない特異体質である。
デデデ大王
バカンス目的で虹の島々へとやって来たが、島の惨状に言葉を失う。
ワドルディ
オリジナルのワドルディはバンダナを身に着けて登場。コピーされたワドルディたちと共に虹の島々へとやって来る。
メタナイト
戦艦ハルバードの小型艇を操り、雲の上の湖へとカービィたちを連れて行く。

## 虹の島々の住人
リック
男の子。カービィの友達であるハムスター。一人称は「オレ」。地上での戦いを得意とする。リック達のデザイン、設定は『スターアライズ』準拠になっている。
カイン
男性。カービィの友達であるマンボウで、一人称は「ボク」。水中での戦いが得意。流暢に言葉をしゃべるキャラクターとして登場する。魚であるが陸上で活動できるのは、「マインと一緒に特殊なトレーニングを積んだから」と説明している。
クー
男の子。カービィの友達でフクロウ。一人称は「オレ」。空中での戦いを得意とする切れ者で、事件の真相にいち早く気付いた。
ピック
リックのガールフレンド。デデデ大王がたじろぐほど強気な一面を持つ。
マイン
カインの妻。ピック同様に気が強い。

## メタナイトの部下たち
バル艦長
戦艦ハルバードの艦長。虹の島々の異常を解決することをメタナイトに熱心に訴える（本当はバカンスを楽しみたいという思惑があるのだが）。
メタナイツ（アックスナイト、ジャベリンナイト、メイスナイト、トライデントナイト）
本作では序盤で、コックカワサキの店に新作ケーキを買いに向かうが、カービィが全て食べてしまった事に怒りをぶつける。そのため、最初はカービィに協力を求められても拒否したが、カービィが虹の島々での異常気象を解決しようとしていることを知ると、一転して協力する姿勢を見せる。

## フロラルド
タランザ
かつてフロラルドに圧政を強いていたクイン・セクトニアの元部下。
クィン・セクトニア
元フロラルドの女王。天空の民を圧政により苦しめていたが、カービィにより倒された。本作では名前のみが登場するほか、本編中に挿絵イラストが描かれている。

## 本作の重要キャラクター
ピリカ
本作のオリジナルキャラクター。背中に生えた羽で飛ぶことができる、宇宙を旅している少女。白い服を着た可愛らしい見た目で、カービィより小柄。カールした髪にリボンを結んでいる。一人称は「わたし」。
雲の上の湖の水がグーイによりせき止められたため、それを止めようとして返り討ちに遭い、ケガをしていたところをカービィ達に発見されて保護される。雲の上の湖での出来事を伝え、カービィ達を湖に案内するが、グーイとの戦いの中で徐々に言動が荒っぽくなり、カービィ達を湖に飛び込ませようとしている素振りをクーに怪しまれる。そして、グーイの一連の行動の真意が明かされたことで、クーに「真の黒幕」であることを見抜かれる。
彼女の目的は、虹の島々の住人を自分の思い通りに操ることであった。元々他人を自分の意のままに操る術を持っており、クィン・セクトニアのように大勢の民を操り支配することを計画。旅の途中でワールドツリーの小さな苗木を偶然発見し、苗木に術の成分を染み込ませて雲の上の湖の近くに植え、木の根を通して術の力を溶け込ませた湖の水を雨として降らせることにより計画を実現させようとしていたのだった。ケガをして倒れていたのは、グーイが彼女の企みを阻止しようとした結果によるもので、雲の上にカービィ達を誘導したのは、全員を湖に飛び込ませて操ろうという考えからだった。
正体が明らかになった後は自らを「クィン・ピリカ」と称し、デデデ大王とメタナイトを湖に落として2人を意のままに操り、カービィを倒すよう命じる。カービィ達が戦闘している隙にせき止められた湖の水を流そうとしたが、カービィが吸い込み能力で湖の水を全て飲み干したことで計画は潰える。
虹の島々の住人を意のままに操るという計画を実現しようとしたが、その奥にはずっと一人ぼっちであったが故の悲しい記憶を秘めていた。元々はちっぽけで誰からも相手にされない存在だったが、術の力を周りの皆に使ってみたところ、皆が彼女を大切にするようになった。しかし、それがもとで周囲に憎まれ恐れられたため、追われるように故郷を去っていた。計画が潰えたことで自暴自棄になりかけていたが、過去を知ったカービィに「友達になろう!」と声をかけられたことで頑なだった心が揺さぶられ、「本当は友達が欲しかった」「一人ぼっちが寂しくてたまらなかった」ということに気付かされる。涙ながらに「友達になりたい」という思いを大声で叫んだことで術の力が消え、デデデ大王とメタナイトは元に戻る。湖はワールドツリーの木の根から綺麗な水が噴き出したことで元の姿を取り戻し、この水が雨となり虹の島々は救われることとなった。彼女自身もカービィの優しさに心を動かされ、改心する。
改心した後はカービィ達と鬼ごっこをして楽しみ、楽しいひと時を過ごす。カービィには「一緒においでよ」と声をかけられるがそれを断り、もう一度故郷に戻って自分が操ってしまった人たちに謝罪し、やり直すことを決め、カービィ達に感謝の言葉を述べて別れる。住人達には「ピリカはカービィ達と協力して島を救った仲間」と伝えられることとなった。
グーイ
カービィの友達で、長い舌を伸ばして敵を巻き取る戦いを得意とする。一人称は「ボク」。ダークマターと同じ種族であるが、悪い心を持たない。虹の島々に雨を降らせる水源となっている雲の上の湖に石を積んで流れをせき止めていた張本人。カービィ達がせき止めた湖の流れを元に戻そうとするといきなり襲い掛かったため、一触即発の状態となる。
しかしながら、湖をせき止めていた本当の理由は、前述のピリカの企みから虹の島々の住人を守るためであった。湖の水が汚染され、それが雨となって降り注げば、住人がピリカの操り人形にされてしまうことに勘付いたことから、これを阻止しようとしたのであった。無言だったのは、ピリカに投げ付けられた木の実が喉につかえたためで、カービィが吸い込みをしたことで実が取れて喋れるようになった。カービィ達に襲い掛かるような行動を取ったのも、実は襲い掛かったのではなく、湖に近付かせないように阻止していただけであった。
彼自身は湖の中にいたが一切操られることはなく、平静を保っていた。術が利きにくい特殊な体質なのかもしれないとクーは分析している。

## 書誌情報
- 星のカービィ 虹の島々を救え！の巻（2019年7月15日発売[1]、ISBN 978-4-04-631930-2）